# Oda (Japonia)
Ōda (jap. 大田市 Ōda-shi) – miasto w Japonii, na wyspie Honsiu, w prefekturze Shimane.

## Położenie
Miasto leży w centralnej części prefektury Shimane nad Morzem Japońskim. Graniczy z miastami:
- Gōtsu
- Izumo

## Historia
Miasto otrzymało prawa miejskie 1 stycznia 1954 roku.

## Miasta partnerskie
- Korea Południowa: Daejeon